# 朱右曾
朱右曾，字亮甫，江蘇嘉定縣（上海市嘉定區）人。清朝政治人物、歷史學家。

## 生平
道光十八年（1838年）戊戌科進士。選翰林院庶吉士，散館授編修。官至貴州鎮遠府知府。著有《汲冢纪年存真》、《逸周書校釋》、《詩地理徵》等。